# لا دوريانتي (كيبك)
لا دوريانتي (بالإنجليزية: La Durantaye, Quebec)‏ هي بلدية محلية في كيبيك تقع في كندا في Bellechasse regional county municipality. يقدر عدد سكانها بـ 722 نسمة ومساحتها 34.30 كم2 .